# Schizomus nidicolus
Schizomus nidicolus är en spindeldjursart som beskrevs av Lawrence 1969. Schizomus nidicolus ingår i släktet Schizomus och familjen Hubbardiidae. Inga underarter finns listade i Catalogue of Life.